# Čilec
Čilec (en allemand : Tschilletz) est une commune du district de Nymburk, dans la région de Bohême-Centrale, en République tchèque. Sa population s'élevait à 233 habitants en 2020.

## Géographie
Čilec se trouve à 6 km au nord-ouest de Nymburk et à 42 km à l'est-nord-est de Prague.
La commune est limitée par Straky au nord, par Krchleby et Dvory à l'est, par Kamenné Zboží et Kostomlaty nad Labem au sud, et par Zbožíčko à l'ouest.

## Histoire
La première mention écrite de la localité date de 1398.